# Episodi di West Wing - Tutti gli uomini del Presidente (terza stagione)
La terza stagione della serie televisiva West Wing - Tutti gli uomini del Presidente, composta da 21 episodi, incluso un episodio speciale, è andata in onda negli Stati Uniti su NBC dal 3 ottobre 2001 al 22 maggio 2002.
In Italia è andata in onda su Rete 4 dal 1º luglio 2004 al 15 febbraio 2005.
Nella data prevista per la prima di stagione, viene mandato in onda un episodio speciale, intitolato Isacco e Ismaele, dedicato all'attacco terroristico dell'11 settembre, verificatosi pochi giorni prima dell'inizio della terza stagione. In questo episodio speciale, il  Presidente Bartlet ed il suo staff vengono bloccati all'interno della Casa Bianca a causa di un possibile attacco terroristico. Con loro, vi è anche un gruppo di studenti liceali, in visita presso la Casa Bianca. Josh Lyman e il resto dello staff colgono l'occasione per discutere con gli studenti di temi quali: terrorismo, distinzione tra islamici e fondamentalisti islamici, rapporto tra America e Medio Oriente, analogie tra terroristi islamici e Ku Klux Klan.
La terza serie si apre con l'annuncio da parte del Presidente Bartlet di aver deciso di ricandidarsi per la Presidenza. La prima parte della stagione è incentrata sui risvolti legali e politici della sclerosi multipla nascosta dal Presidente alla popolazione. Ha luogo un'indagine, durante la quale sono interrogati in qualità di testimoni Donna Moss (la quale scopre che l'uomo col quale aveva recentemente avviato una relazione sentimentale era un membro della commissione d'inchiesta) e Leo McGarry (al quale viene proposto di censurare pubblicamente la mancanza del Presidente affinché non fosse reso noto il proprio passato di dipendenza dall'alcol). Lo scandalo si conclude con una condanna pubblica da parte del Congresso nei confronti del Presidente Bartlet.
La seconda parte della terza stagione è incentrata sulle incombenti elezioni presidenziali: il Presidente è chiamato a risollevare le sue quotazioni dopo lo scandalo, allo scopo di riconquistare la Presidenza degli Stati Uniti, sconfiggendo il candidato repubblicano, Robert Ritchie. C.J. Cregg, in seguito a delle minacce di morte, riceve la protezione del Secret Service. Seppur inizialmente riluttante, ben presto C.J. scopre di essere attratta dalla sua guardia del corpo, Simon Donovan. 
Nel finale di stagione, Bartlet ordina l'uccisione di Abdul ibn Shareef Ministro della difesa del Qumar e noto terrorista; Simon Donovan, guardia del corpo di C.J., con la quale stava avviando una relazione sentimentale, viene ucciso nel corso di una rapina.
Stockard Channing, che interpreta la First Lady Abigail Bartlet, diventa un personaggio fisso della serie.
Anche questa stagione, mandata in onda da Rete 4, subì molteplici mutamenti d'orario, che la sospinsero sempre più in notte fonda, ed una notevole mancanza di regolarità. La puntata diciottesima Testimonianze non venne neppure trasmessa, e fu recuperata nel 2006 quando la stagione fu ritrasmessa dalla rete satellitare Fox.
| nº       | Titolo originale             | Titolo italiano             | Prima TV USA     | Prima TV Italia  |
| Speciale | Speciale                     | Speciale                    | Speciale         | Speciale         |
| -------- | ---------------------------- | --------------------------- | ---------------- | ---------------- |
| 1        | Isaac and Ishmael            | Isacco e Ismaele            | 3 ottobre 2001   | 1º luglio 2004   |
| Episodi  |                              |                             |                  |                  |
| 1        | Manchester (1)               | La verità nascosta          | 10 ottobre 2001  | 8 luglio 2004    |
| 2        | Manchester (2)               | Chiedere scusa              | 17 ottobre 2001  | 13 luglio 2004   |
| 3        | Ways and Means               | Diritto di veto             | 24 ottobre 2001  | 28 luglio 2004   |
| 4        | On the Day Before            | Il giorno prima             | 31 ottobre 2001  | 5 ottobre 2004   |
| 5        | War Crimes                   | Crimini di guerra           | 7 novembre 2001  | 12 ottobre 2004  |
| 6        | Gone Quiet                   | Silenzio radio              | 14 novembre 2001 | 19 ottobre 2004  |
| 7        | The Indians in the Lobby     | Sondaggi e statistiche      | 21 novembre 2001 | 26 ottobre 2004  |
| 8        | The Women of Qumar           | Un'epidemia in agguato      | 28 novembre 2001 | 2 novembre 2004  |
| 9        | Bartlet for America          | Commissione d'inchiesta     | 12 dicembre 2001 | 9 novembre 2004  |
| 10       | H. Con-172                   | La colpa                    | 9 gennaio 2002   | 16 novembre 2004 |
| 11       | 100.000 Airplanes            | L'ultimo discorso           | 16 gennaio 2002  | 23 novembre 2004 |
| 12       | The Two Bartlets             | Discriminazione costruttiva | 30 gennaio 2002  | 7 dicembre 2004  |
| 13       | Night Five                   | La quinta notte             | 6 febbraio 2002  | 14 dicembre 2004 |
| 14       | Hartsfield's Landing         | Per un pugno di voti        | 27 febbraio 2002 | 21 dicembre 2004 |
| 15       | Dead Irish Writers           | Festa di compleanno         | 6 marzo 2002     | 28 dicembre 2004 |
| 16       | The U.S. Poet Laureate       | Strategie elettorali        | 27 marzo 2002    | 4 gennaio 2005   |
| 17       | Stirred                      | Il rimpasto                 | 3 aprile 2002    | 11 gennaio 2005  |
| S2       | Documentary                  | Testimonianze               | 24 aprile 2002   | 5 aprile 2006    |
| 18       | Enemies Foreign and Domestic | Minaccia di morte           | 1º maggio 2002   | 18 gennaio 2005  |
| 19       | The Black Vera Wang          | Complotti                   | 8 maggio 2002    | 1º febbraio 2005 |
| 20       | We Killed Yamamoto           | È guerra o pace?            | 15 maggio 2002   | 8 febbraio 2005  |
| 21       | Posse Comitatus              | Una serata a New York       | 22 maggio 2002   | 15 febbraio 2005 |

## Isacco e Ismaele
- Titolo originale: Isaac and Ishmael
- Diretto da: Christopher Misiano
- Scritto da: Aaron Sorkin

### Trama
C'è una violazione alla sicurezza della Casa Bianca, che viene isolata dall'esterno e a Josh, a causa del lockdown, tocca intrattenere un gruppo di studenti delle scuole superiori in visita. Ne viene fuori una vivace e istruttiva discussione durante la quale Lyman, con l'aiuto di Toby, Charlie, CJ e Sam, confuterà tanti pregiudizi, come il fatto che non è vero che gli islamici sono tutti terroristi. Intanto viene fermato e interrogato un dipendente della Casa Bianca, Rakim Ali, sospettato ingiustamente di attività terroristiche a causa di un'omonimia: quando verrà lasciato andare, darà una lezione di umiltà a Leo McGarry a causa di alcuni pregiudizi che sono emersi durante l'interrogatorio. Leo, alla fine della giornata, andrà a scusarsi con Ali.
- Altri interpreti: Michael O'Neill (Agente Ron Butterfield), Josh Zuckerman (Billy Fernandez, studente), Marcus Toji (studente), Arjay Smith (studente)

## La verità nascosta
- Titolo originale: Manchester (1)
- Diretto da: Thomas Schlamme
- Scritto da: Aaron Sorkin

### Trama
CJ riceve da Paulson, giornalista accreditato presso la Casa Bianca, la soffiata che la FDA annuncerà a breve l'approvazione dell'RU-486, annuncio che avverrà in concomitanza con l'inizio della campagna per la ricandidatura di Bartlet. Handler e Gianelli, due strateghi, insistono che il Presidente dovrebbe chiedere scusa al popolo per aver nascosto la sua malattia, mentre Toby non è dello stesso avviso. Josh e Toby commissionano a Joy un altro sondaggio, più mirato, per capire l'umore dell'elettorato. Intanto il Presidente deve coordinare con lo Stato Maggiore l'intervento ad Haiti per evacuare gli statunitensi presenti in loco. CJ, a causa della stanchezza, fa una gaffe tremenda in sala stampa riguardo alla faccenda di Haiti e Sam la difende rinfacciando a Leo che lui sapeva della sclerosi multipla di Bartlet da molto più tempo di loro.
- Altri interpreti: Earl Boen (Sig. Paulson, giornalista accreditato), Evan Handler (Douglas Wegland), Connie Britton (Connie Tate), Oliver Platt (Consigliere per la Casa Bianca Oliver Babish), Ron Silver (Bruno Gianelli), Marlee Matlin (Joy Lucas), Anna Deavere Smith (Nancy McNally), Jim Beaver (Carl, giornalista accreditato), Glenn Morshower (Mike Chysler), Gregory Alan Williams (Robbie Mosley)

## Chiedere scusa
- Titolo originale: Manchester (2)
- Diretto da: Thomas Schlamme
- Scritto da: Aaron Sorkin

### Trama
Lo staff è radunato alla fattoria di famiglia di Bartlet a Manchester, nel New Hampshire per preparare il discorso per la ricandidatura e al contempo affrontare l'annuncio dell'approvazione dell'RU-486. Gianelli e Wegland sono in costante conflitto con Sam e Toby su cosa dire e non dire nel discorso per il Presidente. Abigail Bartlet, nonostante sia a dir poco contrariata per la ricandidatura del marito, decide comunque di appoggiarlo pubblicamente. Anche Sam si è convinto che Bartlet dovrebbe chiedere scusa, mentre CJ è ai ferri corti con Leo perché è stata messa temporaneamente in panchina dopo la gaffe in sala stampa su Haiti e sta meditando le dimissioni, ma Bartlet la fa desistere.
- Altri interpreti: Connie Britton (Connie Tate), Evan Handler (Douglas Wegland), Ron Silver (Bruno Gianelli), Anna Deavere Smith (Nancy McNally), Marlee Matlin (Joy Lucas), Glenn Morshower (Mike Chysler)

## Diritto di veto
- Titolo originale: Ways and Means
- Diretto da: Alex Graves
- Scritto da: Eli Attie & Gene Sperling

### Trama
Il procuratore speciale Rollins riunisce il Grand jury per iniziare l'inchiesta su Bartlet, e inizia a spiccare i primi mandati di comparizione. I Repubblicani desiderano abrogare l'imposta di successione e rifiutano qualsiasi dialogo con l'amministrazione in carica perché la ritengono già spacciata per via dell'inchiesta, motivo per cui Toby e Douglas propongono che il Presidente eserciti il diritto di veto. Charlie chiede al Presidente di iniziare una selezione per trovare una sostituta della Sig.ra Landigham, cosa che Bartlet al momento non vuole fare perché ancora addolorato per la morte della donna. Ainsley procura a Donatella un appuntamento con il suo amico Cliff Calley, un repubblicano, che però la lascia improvvisamente a metà serata senza una spiegazione. Campos, un democratico che sta voltando le spalle all'amministrazione, chiede in cambio del suo impegno a far rieleggere Bartlet in California, delle agevolazioni per gli immigrati di origine ispanica.
- Altri interpreti: Nicholas Pryor (Procuratore speciale Clement Rollins), Oliver Platt (Consigliere per la Casa Bianca Oliver Babish), Ron Silver (Bruno Gianelli), Emily Procter (Ainsley Hayes), Connie Britton (Connie Tate), Evan Handler (Douglas Wegland), Mark Feuerstein (Senatore Cliff Calley), Miguel Sandoval (Victor Campos), Thom Barry (Deputato Mark Richardson), EdmundL. Shaff (ministro dell'Interno Bill Horton)

## Il giorno prima
- Titolo originale: On the Day Before
- Diretto da: Christopher Misiano
- Scritto da: Paul Redford & Nanda Chitre

### Trama
È partita la procedura per il veto presidenziale per la legge sulla tassa di successione, e i Repubblicani sono sul piede di guerra per cercare di scavalcare il veto; Sam e Toby sono preoccupati perché scoprono di non avere più il numero necessario di voti: Toby incontra Kimball, uno dei franchi tiratori, che ricatta l'amministrazione sulla legge sui terreni da pascolo; dato che chiede le stesse cose dei Repubblicani, Sam ha l'idea di fare la stessa offerta al partito avversario, nella veste del rappresentante Royce, in modo da ottenere più consensi rispetto a quelli che porterebbe Kimball. Intanto l'amministrazione si trova a gestire un attacco kamikaze a Gerusalemme dove tra le numerose vittime ci sono anche due studenti, mentre Lyman affronta Buckland, il governatore dell'Indiana, che ha velleità di candidarsi alle presidenziali. Leo cerca di convincere Charlie a usufruire dell'immunità all'inchiesta su Bartlet, anche perché non può permettersi un avvocato, ma il ragazzo rifiuta. Donna confessa a Josh di essere uscita con un avvocato della commissione di vigilanza: il suo capo le vieta categoricamente di rivederlo.
- Altri interpreti: Scott Michael Campbell (Donald Dolan), Anna Deavere Smith (Nancy McNally), Kevin Tighe (Governatore Jack Buckland), H. Richard Greene (Robert Royce, rappresentante della Pennsylvania), Cliff DeYoung (Kimball)

## Crimini di guerra
- Titolo originale: War Crimes
- Diretto da: Alex Graves
- Scritto da: Allison Abner

### Trama
C'è stata una sparatoria in una chiesa di Abilene nel Texas, che apre nuovamente il dibattito sulla regolamentazione della vendita delle armi. Bartlet vuole mandare Hoynes sul luogo, ma il vicepresidente non vuole poiché sa che gli avversari strumentalizzerebbero l'intervento. Inizia l'inchiesta su Bartlet con la convocazione dei primi testimoni: la prima è Donatella, che mente riguardo al possesso di un diario personale; è una bugia innocente, che rischia di diventare un problema perché lei è sotto giuramento. Nonostante Josh sia furioso, organizza con Calley un espediente per salvare sia Donna che la trasparenza dell'inchiesta. Sam si appassiona alla possibilità dell'abolizione del penny, proposta da Terry Beckwick. Il Generale Adamle informa Leo che quest'ultimo, durante la guerra del Vietnam, ha bombardato, seppur senza saperlo, un obiettivo civile e che rischia un processo per crimini di guerra.
- Altri interpreti: Michael O'Keefe (Will Sawyer), Gerald McRaney (Generale USAF Alan Adamle), Tim Matheson (Vicepresidente Hoynes), Mark Feuerstein (Senatore Cliff Calley), Bob Glouberman (Terry Beckwith)

## Silenzio radio
- Titolo originale: Gone Quiet
- Diretto da: Jon Hutman
- Scritto da: Julia Dahl & Laura Glasser

### Trama
Un sottomarino nucleare statunitense, che naviga nel Mar Giallo al largo della Corea del Nord, non dà più notizie di sé da diverse ore: c'è da capire se sono in silenzio radio o se è accaduto qualcosa di grave; il Presidente si fa consigliare da Albie Duncan, esperto e anziano membro del Congresso su come proseguire. Fortunatamente il sottomarino riprende i contatti poco prima che Bartlet invii una squadra di salvataggio, rischiando di scatenare una guerra con la Corea del Nord. Babish interroga la First Lady riguardo alle denunce che la donna ha affrontato quando esercitava la professione medica: la parte avversa sa che non può intentare causa penale contro il Presidente, ma può farlo contro la sig.ra Bartlet, rovinando di riflesso anche la carriera del marito. Sam e Toby discutono con Gianelli e Connie su come cercare una scappatoia alla legge che regola i finanziamenti per le campagne elettorali.
- Altri interpreti: Anna Deavere Smith (Nancy McNally), Gregory Alan Williams (Robbie Mosley), Oliver Platt (Consigliere per la Casa Bianca Oliver Babish), Ron Silver (Bruno Gianelli), Hal Holbrook (Albie Duncan, Vicesegretario di Stato), Connie Britton (Connie Tate), Valerie Mahaffey (Tawny Cryer, del Comitato stanziamenti)

## Sondaggi e statistiche
- Titolo originale: The Indians in the Lobby
- Diretto da: Paris Barclay
- Scritto da: Allison Abner

### Trama
È la vigilia del giorno del ringraziamento: CJ deve trattare con due nativi americani che non vogliono abbandonare l'atrio della Casa Bianca prima di essere ricevuti: desiderano protestare per le loro terre rubate. CJ cerca di convocare chi di dovere, ma è un giorno di festa e tutti sono introvabili; prova a coinvolgere Leo, ma lui le rifiuta ogni aiuto. Leo e Josh si ritrovano con un problema diplomatico con l'Italia: un tredicenne della Georgia ha sparato a un suo professore e i genitori lo hanno mandato a Roma a nascondersi; le autorità italiane non vogliono estradarlo perché nel suo Stato di provenienza vige la pena di morte. Con una mossa politica, Josh scongiurerà la possibilità che venga applicata la pena capitale, favorendo il rientro del ragazzino. Sam incontra Bernice Colette perché sono stati rivisti i parametri con cui calcolare la "ricchezza" dei cittadini, e questo nuovo sistema fa emergere che ci sono 4 milioni di poveri in più.
- Altri interpreti: Gary Farmer (Jack Piuma Solitaria), Georgina Lightning (Maggie Stella del Mattino), Ron Silver (Bruno Gianelli), Armando Pucci (Alberto Fedrigotti), Jenny Gago (Bernice Colette)

## Un'epidemia in agguato
- Titolo originale: The Women of Qumar
- Diretto da: Alex Graves
- Scritto da: Felicia Wilson & Laura Glasser & Julia Dahl

### Trama
Leo riceve la notizia di un possibile caso di mucca pazza nel Nebraska: se confermato, porterebbe al blocco della vendita di carne in tutto lo Stato e un tracollo della vendita delle carni in tutta la Nazione. Il Presidente fa una battuta sulle cinture di sicurezza e, a causa di un incidente, una donna rimasta vedova lo denuncia. Sam cerca di schivare la bomba politica proponendo che si vari una legge federale sull'obbligo delle cinture. L'amministrazione sta per annunciare la vendita al Qumar di armi, ma CJ è in conflitto con se stessa e in imbarazzo con la stampa per via del trattamento riservato alle donne in quello Stato. Josh incontra Amy Gardner, che si occupa dei diritti delle donne e, in particolare, di quelle che finiscono nel giro della prostituzione: a Vienna l'ONU sta per firmare una linea guida internazionale e ad Amy, spalleggiata dalla First Lady, non piace come è stato scritto l'accordo. Toby incontra dei veterani che contestano alcuni contenuti esposti ad una mostra sull'attacco di Pearl Harbor allo Smithsonian.
- Altri interpreti: Mary-Louise Parker (Amy Gardner), Anna Deavere Smith (Nancy McNally), Christian Clemenson (Evan Woodkirk), Ty Burrell (Tom Starks), Dinah Lenney (MaryKlein), Bill Erwin (Ronald Cruikshank)

## Commissione d'inchiesta
- Titolo originale: Bartlet for America
- Diretto da: Thomas Schlamme
- Scritto da: Aaron Sorkin

### Trama
Leo McGarry deve testimoniare all'inchiesta; durante la sua deposizione, tramite dei flashback, si viene a conoscenza di come Leo abbia convinto Bartlet a candidarsi alla presidenza e di come si sia costituito il ramo esecutivo della Casa Bianca; durante la testimonianza, viene fuori che Gibson, uno dei deputati incaricati all'interrogatorio, era presente quando Bartlet si è sentito male durante un dibattito, e ha assistito al fatto che quella sera Leo era ubriaco. Cliff Calley, benché repubblicano e quindi con tutto da guadagnare con una figuraccia dei Democratici, censura il comportamento di Gibson perché capisce che il deputato sta mirando a mettere in imbarazzo Leo per una vendetta politica e non per stabilire la verità, che sarebbe lo scopo dell'inchiesta. Il presidente della commissione, anch'egli uomo corretto, appoggia la decisione e rinvia di 2 settimane l'inchiesta, dando la possibilità a McGarry di costruire una difesa. Intanto Josh segue degli accadimenti tragici in Tennessee: sono giunte minacce di morte a 7 chiese frequentate dalla comunità nera e l'FBI riesce a trovare uno dei cospiratori.
- Altri interpreti: Clark Gregg (Agente speciale dell'FBI Michael Casper), Joanna Gleason (Avv. Jordan Kendall), Mark Feuerstein (Senatore Cliff Calley), Tim Matheson (Vicepresidente Hoynes), Carlos Jacott (Responsabile della campagna presidenziale di Bartlet), Kathryn Joosten (Sig.ra Dolores Landigham)

## La colpa
- Titolo originale: H. Con-172
- Diretto da: Vincent Misiano
- Scritto da: Eli Attie

### Trama
Calley convoca privatamente Leo e il suo avvocato proponendo un accordo: la condanna del Presidente per aver mentito al popolo in cambio della revoca della testimonianza di Leo McGarry, della First Lady e di tutti gli altri; Leo rifiuta categoricamente. Sam propone allo staff la lettura di un libro scritto da un ex fotografo della Casa Bianca, libro che mira a screditare coloro che lavorano nell'Ala Ovest. Josh è attratto da Amy Gardner e cerca un pretesto di lavoro per chiederle di uscire; Calley incontra Donna di nascosto e le chiede di fissargli un appuntamento con Lyman: la ragazza capisce che è stato lui a far sospendere l'udienza quando le cose si stavano mettendo male per Leo. Bartlet decide di accettare la proposta della commissione di prendersi la colpa di aver mentito, così da far finire subito l'inchiesta.
- Altri interpreti: Joanna Gleason (Avv. Jordan Kendall), Mark Feuerstein (Senatore Cliff Calley), Mary-Louise Parker (Amy Gardner)

## L'ultimo discorso
- Titolo originale: 100.000 Airplanes
- Diretto da: David Nutter
- Scritto da: Aaron Sorkin

### Trama
Il Presidente fa il suo discorso sullo stato dell'Unione ed è un successo. Lisa Shureborn, giornalista di Vanity Fair, deve scrivere un articolo su Sam Seaborn e sul suo ruolo di speechwriter; Lisa è la ex fidanzata di Sam: dovevano sposarsi quando lui era avvocato a New York e lui non è entusiasta di incontrarla. Il racconto di Sam e di come ha scritto il discorso è una narrazione di come il Presidente ha agito riguardo all'inchiesta e di come ha reagito lo staff dell'Ala Ovest nel tentativo di salvare la campagna elettorale. In un flashback, si scopre che durante una cena con degli amici di Abigail, Bartlet decide di voler annunciare che la sua amministrazione si impegnerà a cercare una cura per il cancro entro la fine del decennio; lo staff lo convince a desistere, perché sarebbe una dichiarazione di portata troppo vasta e non supportata da dati scientifici.
- Altri interpreti: Traylor Howard (Lisa Shureborn), Marlee Matlin (Joy Lucas), Mary-Louise Parker (Amy Gardner), Howard S. Miller (Dott. Ken Walker)

## Discriminazione costruttiva
- Titolo originale: The Two Bartlets
- Diretto da: Alex Graves
- Scritto da: Gene Sperling

### Trama
Cinque navi militari devono recarsi in zona di guerra e, prima di partire, devono fare delle esercitazioni di tiro per avere la certificazione a combattere; dei dimostranti pacifisti si sono messi nella zona di tiro per ostacolarli. Leo incarica Josh di sbrigare il problema perché tra i manifestanti c'è un suo amico, Billy Molina. Bartlet intanto sta volando in Iowa per la sua campagna elettorale. L'avversario politico del Presidente propone un referendum sull'abolizione delle discriminazioni e Toby cerca di capire come far muovere Bartlet in questo nuovo scenario senza che perda consensi. Sam incontra Bob Engler, un complottista con un suo seguito politico che crede che gli Stati Uniti nascondano le prove di esistenza aliena e che l'oro nel deposito di Fort Knox sia stato fraudolentemente sostituito per nascondere cadaveri di extraterrestri. Josh invita Amy ad andare in vacanza insieme a Tahiti e lei accetta, solo che un impegno politico impedisce a Josh di rispettare l'impegno. CJ è preoccupata perché suo padre ha vuoti di memoria, mentre Toby litiga col Presidente, offendendolo e facendo insinuazioni sul fatto che da ragazzino fosse maltrattato dal padre e che cerchi ancora incosciamente di compiacerlo.
- Altri interpreti: Mary-Louise Parker (Amy Gardner), Sam Lloyd (Bob Engler)

## La quinta notte
- Titolo originale: Night Five
- Diretto da: Christopher Misiano
- Scritto da: Aaron Sorkin

### Trama
Keyworth, che ha diagnosticato a Josh la sindrome da stress post-traumatico in seguito all'attentato, viene convocato nuovamente: il paziente però non è Josh, bensì Bartlet, che non dorme da 4 notti. Lo psicanalista arriva a intuire che l'insonnia è stata scatenata da Toby con le sue allusioni sul rapporto tra Bartlet e suo padre. Leonard Wallace, un giornalista, chiede a CJ di aiutarlo a muovere le pedine giuste: Billy Price, un altro giornalista che ha lavorato alla Casa Bianca, è scomparso in Congo e Leonard vorrebbe che qualcuno se ne interessasse. Leo convoca un rappresentante dell'ambasciata congolese e inizia a trattare per la liberazione del giornalista; purtroppo scopriranno che è stato ucciso dalle milizie Mai-Mai. La legge annuale di bilancio deve essere presentata alle Nazioni Unite e Sam incarica Emily di rivedere il testo, mentre Toby e Sam scrivono un discorso incentrato sulla politica estera che fa infuriare il deputato Wyatt.
- Altri interpreti: Adam Arkin (Dott. Stanley Keyworth), Emily Procter (Ainsley Hayes), Kathleen York (Deputato Andrea Wyatt), Alanna Ubach (Celia Walton), Carmen Argenziano (Leonard Wallece)

## Per un pugno di voti
- Titolo originale: Hartsfield's Landing
- Diretto da: Vincent Misiano
- Scritto da: Aaron Sorkin

### Trama
Taiwan sta per testare dei missili e la Cina reagisce mobilitando l'esercito: la Casa Bianca sta monitorando la situazione; il casus belli è l'indizione da parte di Taiwan di elezioni libere, mentre la Cina rivendica sovranità sullo stato e contesta agli Stati Uniti la fornitura di armi all'isola. Tutti gli occhi sono puntati su un paesino del New Hampshire di nome Hartsfield's Landing, popolazione 63 abitanti, di cui 42 aventi diritto al voto: stanno per andare a votare per scegliere il candidato per le presidenziali ed è leggenda che chi vinca in quel piccolo paese diventerà poi il presidente.
- Altri interpreti: Anna Deavere Smith (Nancy McNally), James Hong (Ambasciatore della Cina)

## Festa di compleanno
- Titolo originale: Dead Irish Writers
- Diretto da: Alex Graves
- Scritto da: Paul Redford

### Trama
Il fisico Dalton Milgate chiede a Sam, suo ex allievo, di intercedere presso il Congresso per avere uno stanziamento per costruire un super collisionatore, un tipo di acceleratore di particelle; Sam parla con il senatore Enlow, che però lo informa che il progetto non ha futuro. È la festa di compleanno di Abigail Bartlet e l'indomani ci sarà il verdetto sulla sua condotta medica in relazione alla malattia del marito. Robert Nolan, collega per vent'anni di Abigail e amico del Presidente, lascia la commissione che deve giudicare la First Lady a causa del conflitto di interessi, sbilanciando l'assemblea a sfavore della signora Bartlet. L'ambasciatore britannico Lord Marbury fa le sue rimostranze allo staff perché alla Casa Bianca sarà ricevuto Brendan McCann, ritenuto dal suo governo vicino ai terroristi irlandesi. Donatella ha il divieto dai servizi di sorveglianza di partecipare alla festa perché sono stati ratificati i confini degli Stati Uniti, e il suo luogo di nascita ora è in Canada: è quindi una straniera e dovrà sostenere un esame per riottenere la cittadinanza americana. Amy manovra alle spalle di Josh affinché siano inseriti nomi di donne nella lizza per il posto di vicedirettore alla campagna elettorale.
- Altri interpreti: Mary-Louise Parker (Amy Gardner), Roger Rees (Lord John Marbury), Héctor Elizondo (Dott. Dalton Milgate), Robin Thomas (Senatore Jack Enlow)

## Strategie elettorali
- Titolo originale: The U.S. Poet Laureate
- Diretto da: Christopher Misiano
- Scritto da: Laura Glasser

### Trama
Alla fine di un ciclo serrato di interviste, il Presidente non si accorge che è ancora in onda e fa una battuta ironica fuori luogo sul suo avversario repubblicano alle presidenziali, il governatore Ritchie; ora tocca a CJ e allo staff disinnescare la polemica. Wachtell, rappresentante democratico, chiede a Sam di "mostrare" più pubblicamente Ainsley Hayes, che è una nota repubblicana: a tal fine riceve la promozione a vicecapo degli avvocati della Casa Bianca. Josh scopre che c'è un sito dedicato a lui, sia come politico che come uomo, e ne rimane perplesso e ugualmente incuriosito; arriva a rispondere a un post e scatena un vespaio tra i partecipanti alla chat sempre in vena di polemiche, che lo porta nei guai anche con la stampa. Toby incontra Tabatha Fortis, poeta laureato, che è stata invitata ad una cena alla Casa Bianca in suo onore, ma a cui non vuole partecipare perché l'amministrazione non ha preso posizione contro le mine antiuomo. La gaffe di Bartlet si risolve con un vantaggio politico per i democratici e CJ intuisce che il Presidente si era accorto di essere in onda e che l'ha fatto apposta.
- Altri interpreti: Laura Dern (Tabatha Fortis), Emily Procter (Ainsley Hayes), James Eckhouse (Bud Wachtell)

## Il rimpasto
- Titolo originale: Stirred
- Diretto da: Jeremy Kagan
- Scritto da: Dee Dee Myers

### Trama
Un camion che trasporta barre di uranio impoverito ha un incidente nell'Idaho e ci sono da gestire l'evacuazione di un centro abitato nelle vicinanze e la possibile diffusione del panico. I sondaggi di Bruno Gianelli evidenziano che le probabilità di vittoria di Bartlet aumenterebbero se si presentasse con un vicepresidente diverso da Hoynes: vengono presi in considerazione i nomi di Leo e dell'ammiraglio Fitzwallace, ma alla fine Bartlet non vuole cambiare squadra e riconferma Hoynes come candidato alla vicepresidenza, anche se quest'ultimo gli confessa di essere stato un alcolizzato fino all'età di 22 anni e di partecipare ancora agli incontri degli alcolisti anonimi.
- Altri interpreti: Tim Matheson (Vicepresidente Hoynes), Felton Perry (membro degli Alcolisti Anonimi)

## Testimonianze
- Titolo originale: Documentary
- Diretto da: William Couturie
- Materiale delle interviste di: William Couturie, Eli Attie e Felicia Willson

### Trama
Questo episodio speciale è un documentario in cui vengono intervistati ex presidenti e personalità del mondo politico statunitense che hanno lavorato alla Casa Bianca, in cui raccontano la loro esperienza personale e lavorativa.
- Altri interpreti: Jimmy Carter (se stesso), Peggy Noonan (se stessa), Bill Clinton (se stesso), Dee Dee Myers (se stessa), Gerald Ford (se stesso), Henry Kissinger (se stesso), Karl Rove (se stesso), Leon Panetta (se stesso)

## Minaccia di morte
- Titolo originale: Enemies Foreign and Domestic
- Diretto da: Alex Graves
- Scritto da: Paul Redford & Aaron Sorkin

### Trama
In Arabia Saudita una scuola va a fuoco e la polizia religiosa rifiuta di portare in salvo 17 studentesse perché non sono vestite in modo appropriato per uscire all'esterno; le ragazze muoiono arse vive e i giornalisti alla Casa Bianca chiedono a CJ un commento personale sulla vicenda, commento che è naturalmente di ferma condanna. Apparentemente a causa di ciò la donna inizia a ricevere minacce di morte, che spingono Josh ad allertare il servizio di sicurezza in modo che assegnino a CJ una scorta. Bartlet sta per incontrare a Helsinki Shigorin, il nuovo presidente della Russia ma, poco prima dell'incontro, viene informato che i russi stanno aiutando l'Iran a costruire un reattore ad acqua pesante; un portavoce russo però fa pervenire a Bartlet un messaggio in cui si intuisce che Shigorin vuole iniziare una politica di non proliferazione delle armi nucleari. La Antares, una ditta di chip per computer, sta per fallire a causa di un errore: Leo convince Bartlet a soccorrere l'azienda e salvare migliaia di posti di lavoro. Al Presidente arriva una strana lettera di un bambino; Charlie indaga e scopre che è di un signore, ormai anziano, che aveva scritto a Roosvelt e fa in modo di organizzare l'incontro tanto atteso.
- Altri interpreti: Mark Harmon (Agente Simon Donovan), Ian McShane (Nikolai Ivanovich), John Amos (Ammiraglio Percy Fitzwallace), Peter Scolari (Jake Kimball, CEO della Antares), Michael O'Neill (Agente Ron Butterfield), Gregory Itzin (Rappresentante del Dipartimento di Stato), Bill Cobbs (Alan Tatum), Valarie Pettiford (Guardia di sicurezza alla Casa Bianca)

## Complotti
- Titolo originale: The Black Vera Wang
- Diretto da: Christopher Misiano
- Scritto da: Aaron Sorkin

### Trama
Presidente e staff tornano da Helsinki; tra di loro c'è una CJ esasperata dall'agente Donovan, sua guardia del corpo, che non la lascia sola un momento. Sam Seaborn trova tra la sua corrispondenza una videocassetta con un inquietante spot anti-Bartlet. Sam incontra Kevin Kahn, il direttore delle comunicazioni di Ritchie e gli parla della cassetta, nonostante il divieto di Gianelli di informare la controparte; Kahn tradisce la fiducia di Sam e vende la notizia alla stampa. L'NSA informa Bartlet che dei terroristi hanno preso di mira degli obiettivi statunitensi geograficamente vicini alla Casa Bianca. Scopriranno che il responsabile è un terrorista del Qumar e che aveva come obiettivo la distruzione del Golden Gate. Josh regala a Donna della carne d'alce; dato che lei non la vuole la regala a un tirocinante, che la rivende su internet, pratica vietata dal regolamento e Josh ordina a Donatella di licenziarlo. Toby incontra i direttori dei network, che lo informano che vogliono ridurre nettamente lo spazio televisivo per le interviste per la campagna elettorale.
- Altri interpreti: Mark Harmon (Agente Simon Donovan), Ron Silver (Bruno Gianelli), John Amos (Ammiraglio Percy Fitzwallace), Patrick Breen (Kevin Kahn), Leon Russom (Presidente di un'emittente televisiva)

## È guerra o pace?
- Titolo originale: We Killed Yamamoto
- Diretto da: Thomas Schlamme
- Scritto da: Aaron Sorkin

### Trama
Lo Stato Maggiore tiene d'occhio Sharif e le attività terroristiche in Qumar dopo lo sventato attacco al Golden Gate, e scopre che sono in cantiere altri attentati. Lo staff studia con i suoi consiglieri il modo di revocare l'immunità diplomatica a Sharif, cosa non facile perché fratello del sultano del Qumar e l'ammiraglio Fitzwallace suggerisce a Leo di far uccidere Sharif dai servizi segreti. Bartlet, passato un anno dalla morte della sig.ra Landigham, chiede a Charlie di iniziare una selezione per una nuova assistente. Donatella viene mandata nel Dakota del Nord perché alcuni rappresentanti desiderano eliminare la parola "nord" dal nome dello Stato, visto che la parola evoca un inospitale luogo freddo e ciò danneggia il turismo. I Repubblicani desiderano, ed ottengono, dall'amministrazione degli incentivi economici al matrimonio in cambio di un grosso sussidio a favore dell'infanzia: il fatto scatena un litigio tra Josh e Amy; inoltre Bartlet se la prende con Lyman perché una legge che ormai era approvata è in pratica quasi persa. CJ e Simon iniziano a provare attrazione l'uno per l'altra.
- Altri interpreti: John Amos (Ammiraglio Percy Fitzwallace), Glenn Morshower (Mike Chysler), Christopher Curry (Colonnello Lee), Mary-Louise Parker (Amy Gardner), Mark Harmon (Agente Simon Donovan), Kurt Fuller (Consigliere civile di Gabinetto)

## Una serata a New York
- Titolo originale: Posse Comitatus
- Diretto da: Alex Graves
- Scritto da: Aaron Sorkin

### Trama
Bartlet e alcuni membri dello staff devono recarsi a New York per uno spettacolo di beneficenza. Lo Stato Maggiore organizza il complotto che porterà alla morte di Abdul Sharif: il Presidente non ne è contento, ma lo avalla comunque. Lo stalker che minacciava CJ viene arrestato: ora Simon e CJ sono liberi di frequentarsi, ma Simon entra in un negozio in cui è in corso una rapina e viene ucciso. La legge sul welfare viene approvata e Amy, che aveva messo insieme una linea politica per farla affondare, è costretta a dimettersi dal suo incarico, cosa che non fa che approfondire la rottura che c'è tra lei e Josh. Charlie trova nella signora Fiderer una candidata ideale per ricoprire il ruolo che era della signora Landigham, ma l'eccentricità della donna non piace al Presidente, che la manda via.
- Altri interpreti: Adam Arkin (Dott. Stanley Keyworth), John Amos (Ammiraglio Percy Fitzwallace), Glenn Morshower (Mike Chysler), Mark Harmon (Agente Simon Donovan), Mary-Louise Parker (Amy Gardner), Lily Tomlin (Deborah Fiderer), James Brolin (Governatore Robert Ritchie), Michael O'Neill (Agente Ron Butterfield), David Huddleston (Senatore Max Lobell), Kurt Fuller (Consigliere civile di Gabinetto), Armin Shimerman (Riccardo III)